# Kim Ji-hyang
Kim Ji-hyang (ur. 2003) – północnokoreańska zapaśniczka walcząca w stylu wolnym. Złota medalistka mistrzostw Azji w 2024. Wygrała wojskowe MŚ w 2024, a także mistrzostwa Azji kadetek w 2019. Mistrzyni Azji U-23 w 2025 roku.